# Espaldas mojadas (canción)
«Espaldas mojadas» es una canción de la banda española de pop Tam Tam Go!, publicada en 1990 como parte de su tercer álbum, homónimo: Espaldas mojadas. También conocida como «Voy cruzando el río», la canción está inspirada en los wetbacks o espaldas mojadas, término despectivo que alude a los inmigrantes irregulares que cruzaban el río Bravo para llegar a Estados Unidos.
Con un claro mensaje de denuncia social, este tema se convirtió en el primer gran éxito en español del grupo, liderado por Nacho Campillo, autor de la letra. Campillo se inspiró en las vivencias de inmigrantes mexicanos que conoció durante un viaje a Estados Unidos, donde acompañaba a la actriz Patricia Adriani.